# Sielsowiet Lubaszewo
Sielsowiet Oharewicze (biał. Любашаўскі сельсавет, ros. Любашевский сельсовет) – sielsowiet na Białorusi, w obwodzie brzeskim, w rejonie hancewickim, z siedzibą w Lubaszewie.
Według spisu z 2009 sielsowiet Lubaszewo zamieszkiwało 2418 osób w tym 2248 Białorusinów (92,97%), 92 Polaków (3,80%), 55 Rosjan (2,27%), 15 Ukraińców (0,62%) i 8 osób innych narodowości.

## Miejscowości
- wsie:
  - Borki
  - Hancewicze
  - Jelno
  - Lubaszewo
  - Sukacz